# Pilsudski (cheval)
Pilsudski (1992-2015), est un cheval de course pur-sang anglais. Né en Irlande, propriété de Lord Weinstock, entraîné par Michael Stoute, il remporta six groupe 1 dans cinq pays.  

## Carrière de course
Élevé en Irlande à Ballymacoll Stud, le haras de son propriétaire Lord Weinstock, Pilsudski est envoyé à Newmarket chez l'entraîneur Sir Michael Stoute. Difficile de prévoir quel palmarès sera le sien lorsque l'on considère sa saison de 2 ans, soldée par deux défaites anonymes dans des maiden. Mais il est dit que le poulain n'est pas précoce, et il faudra attendre l'été 1995 pour le voir enfin passer le poteau en tête, à son cinquième essai, dans un handicap disputé à Newmarket. C'est dans cette catégorie, les (bons) handicaps, qu'ayant échoué à remporter son maiden il va s'illustrer jusqu'en septembre, le niveau des groupes semblant pour lui un horizon inaccessible.   
Pourtant, c'est bien dans un groupe 3, les Gordon Richards Stakes, qu'il fait sa rentrée, preuve de l'estime que lui porte Michael Stoute, qui a eu la patience nécessaire pour façonner ce robuste qui avait seulement besoin de temps pour parvenir à maturité. Patience récompensé : Pilsudski termine deuxième, bien battu, mais par un champion en devenir, son contemporain Singspiel, qui comme lui a tardé à donner le meilleur de lui-même (ou presque : il est déjà placé de groupe 1 à 3 ans). Dès lors, le cheval de Lord Weinstock change de dimension, remporte un premier groupe 3, puis un deuxième, s'attaque à la haute montagne des groupe 1, d'abord par la voie la plus facile (il empoche le Grosser Preis von Baden) puis par la plus escarpée de toutes, le Prix de l'Arc de Triomphe, où dans la peau d'un outsider il mène le peloton six longueurs derrière l'intouchable Hélissio. Fin octobre, Pilsudski remporte la Breeders' Cup Turf devant Singspiel : en quelques courses, il est devenu un cador du turf mondial.   
1997. Pilsudski revoit Hélissio à Longchamp, enfin surtout sa queue : il finit troisième du Prix Ganay, à plus de sept longueurs du vainqueur de l'Arc. Troisième, ce sera son plus mauvais classement de l'année. Il est battu ensuite dans les Hardwicke Stakes par Predappio puis défait le vainqueur du Derby Benny The Dip à l'arrivée des Eclipse Stakes avant de s'intercaler entre Swain et Hélissio dans les King George et de renouer aussitôt avec la victoire en écrasant les Irish Champion Stakes, quatre longueurs et demi devant Desert King, lauréat en Irlande des 2000 Guinées et du Derby. Mais Pilsudski n'a pas de chance dans l'Arc de Triomphe : cette fois Hélissio est en perdition, mais un autre crack, encore meilleur sans doute, lui interdit de rêver à un sacre : Peintre Célèbre le laisse à cinq longueurs. Pilsudski ne gagnera jamais l'Arc, mais ne connaîtra plus la défaite, puisqu'il s'adjuge les Champion Stakes et achève sa carrière par une apothéose, une victoire – si compliquée pour les Européens – dans la Japan Cup devant la championne locale Air Groove. Il termine sa formidable carrière avec le deuxième rating mondial en 1997 derrière Peintre Célèbre, avec un rating de 134, et un titre de cheval d'âge de l'année en Europe.   

### Résumé de carrière
| Date          | Hippodrome   | Pays        | Course                            | Statut      | Distance    | jockey      | Place       | Écart       | Vainqueur ou deuxième |
| 1994, 2 ans   | 1994, 2 ans  | 1994, 2 ans | 1994, 2 ans                       | 1994, 2 ans | 1994, 2 ans | 1994, 2 ans | 1994, 2 ans | 1994, 2 ans | 1994, 2 ans           |
| ------------- | ------------ | ----------- | --------------------------------- | ----------- | ----------- | ----------- | ----------- | ----------- | --------------------- |
| 27 septembre  | Newmarket    | Royaume-Uni | Maiden                            | Class D     | 1 600 m     | W. Swinburn | 6e / 19     | 5 ½         | Court of Honour       |
| 11 octobre    | Leicester    | Royaume-Uni | Maiden                            | Class D     | 1 600 m     | R. Cochrane | 2e / 6      | 9 ¼         | Mistinguett           |
| 1995, 3 ans   |              |             |                                   |             |             |             |             |             |                       |
| 21 mai        | Ripon        | Royaume-Uni | Maiden                            | Class D     | 1 800 m     | D. McKeown  | 2e / 10     | 2           | Ellie Ardensky        |
| 22 juin       | Ascot        | Royaume-Uni | King George V Handicap            | Class B     | 2 400 m     | K. Darley   | 17e / 20    | 23          | Diaghilef             |
| 12 juillet    | Newmarket    | Royaume-Uni | Duke Of Cambridge Handicap        | Class B     | 2 000 m     | K. Darley   | 1er / 12    | 2           | Krystallos            |
| 26 juillet    | Goodwood     | Royaume-Uni | Tote Gold Trophy Handicap         | Class B     | 2 400 m     | W. Swinburn | 1er / 15    | enc.        | Rokeby Bowl           |
| 24 septembre  | Ascot        | Royaume-Uni | Tote Sunday Special Handicap      | Class B     | 2 400 m     | K. Darley   | 3e / 18     | 1 ½         | Taufan's Melody       |
| 1996, 4 ans   |              |             |                                   |             |             |             |             |             |                       |
| 27 avril      | Sandown      | Royaume-Uni | Gordon Richards Stakes            | Gr. 3       | 2 000 m     | K. Darley   | 2e / 11     | 3           | Singspiel             |
| 28 mai        | Sandown      | Royaume-Uni | Brigadier Gerard Stakes           | Gr. 3       | 2 000 m     | Pat Eddery  | 1er / 11    | 1/2         | Lucky Di              |
| 18 juin       | Ascot        | Royaume-Uni | Prince of Wales's Stakes          | Gr. 2       | 2 000 m     | Pat Eddery  | 8e / 12     | 9           | First Island          |
| 17 août       | Curragh      | Irlande     | Royal Whip Stakes                 | Gr. 3       | 2 000 m     | W. Swinburn | 1er / 5     | 1 ½         | I'm Supposin          |
| 1er septembre | Iffezheim    | Allemagne   | Grosser Preis von Baden           | Gr. 1       | 2 400 m     | W. Swinburn | 1er / 7     | 3/4         | Germany               |
| 6 octobre     | Longchamp    | France      | Prix de l'Arc de Triomphe         | Gr. 1       | 2 400 m     | W. Swinburn | 2e / 16     | 5           | Hélissio              |
| 26 octobre    | Woodbine     | Canada      | Breeders' Cup Turf                | Gr. 1       | 2 400 m     | W. Swinburn | 1er / 15    | 1 ¼         | Singspiel             |
| 1997, 5 ans   |              |             |                                   |             |             |             |             |             |                       |
| 27 avril      | Longchamp    | France      | Prix Ganay                        | Gr. 1       | 2 100 m     | M. Kinane   | 3e / 8      | 7 ½         | Hélissio              |
| 20 juin       | Ascot        | Royaume-Uni | Hardwicke Stakes                  | Gr. 2       | 2 400 m     | M. Kinane   | 2e / 10     | 1/2         | Predappio             |
| 5 juillet     | Sandown      | Royaume-Uni | Eclipse Stakes                    | Gr. 1       | 2 000 m     | M. Kinane   | 1er / 5     | 1 ¼         | Benny The Dip         |
| 26 juillet    | Ascot        | Royaume-Uni | King George & Queen Elizabeth St. | Gr. 1       | 2 400 m     | M. Kinane   | 2e / 8      | 1           | Swain                 |
| 13 septembre  | Leopardstown | Irlande     | Irish Champion Stakes             | Gr. 1       | 2 000 m     | M. Kinane   | 1er / 12    | 4 ½         | Desert King           |
| 5 octobre     | Longchamp    | France      | Prix de l'Arc de Triomphe         | Gr. 1       | 2 400 m     | M. Kinane   | 2e / 18     | 5           | Peintre Célèbre       |
| 18 octobre    | Newmarket    | Royaume-Uni | Champion Stakes                   | Gr. 1       | 2 000 m     | M. Kinane   | 1er / 7     | 2           | Loup Sauvage          |
| 23 novembre   | Fuchu        | Japon       | Japan Cup                         | Gr. 1       | 2 400 m     | M. Kinane   | 1er / 14    | enc.        | Air Groove            |

## Au haras
À l'issue de sa carrière, Pilsudski est exporté au Japon pour un montant compris entre 7 et 8 millions de dollars et entame sa deuxième carrière à Shizunai Stallion Station sur l'île de Hokkaidō. Il y sera un étalon très décevant, et en 2003 il est rapatrié en Irlande où il propose ses services à petit prix (2 500 € en 2010). 

## Origines
Polish Precedent, le père de Pilsudski, était un excellent miler (lauréat des Prix Jacques Le Marois et du Moulin de Longchamp) et a donné cinq vainqueurs de groupe 1, plutôt sur le mile et les distances intermédiaires. Sa tenue, Pilsudski la doit plutôt à sa famille maternelle, sa mère Cocotte étant fille du champion Troy (Derby, Irish Derby, King George). Cocotte était une très bonne jument (placée de groupe 3 dans les Sweet Solera Stakes et le Prix de Psyché) et connut une grande réussite comme poulinière puisqu'elle peut se targuer d'avoir donné, outre Pilsudski, la championne japonaise Fine Motion (par Danehill), numéro 1 de sa génération à 3 ans, lauréate de deux groupe 1, la Queen Elizabeth II Cup et le Shūka Shō. Elle revendique aussi Glowing Ardour (par Dancing Brave), qui a gagné les Silken Glider Stakes (Gr.3), et via ses filles est l'aïeul de Creachadoir (par King's Best), lauréat des Lockinge Stakes, deuxième de la Poule d'Essai des Poulains, des Irish 2000 Guineas et du Hong Kong Mile, et son frère Youmzain (par Sinndar), lui aussi Poulidor de l'Arc (trois fois, un record), mais lauréat d'un Grand Prix de Saint-Cloud et d'un Preis von Europa, et placé de nombreux groupe 1. La troisième mère de Pilsudski, Gaily (par Sir Gaylord), avait été achetée yearling par Michael Sobell et son gendre Lord Weinstock et remporté pour eux les 1000 Guinées irlandaises avant de faire le bonheur de leur haras, Ballymacoll Stud.

### Pedigree
| Origines de Pilsudski (IRE), mâle bai né en 1992 | Origines de Pilsudski (IRE), mâle bai né en 1992 | Origines de Pilsudski (IRE), mâle bai né en 1992 | Origines de Pilsudski (IRE), mâle bai né en 1992 |
| ------------------------------------------------ | ------------------------------------------------ | ------------------------------------------------ | ------------------------------------------------ |
| Père Polish Precedent 1986                       | Danzig 1977                                      | Northern Dancer                                  | Nearctic                                         |
| Père Polish Precedent 1986                       | Danzig 1977                                      | Northern Dancer                                  | Natalma                                          |
| Père Polish Precedent 1986                       | Danzig 1977                                      | Pas de Nom                                       | Admiral's Voyage                                 |
| Père Polish Precedent 1986                       | Danzig 1977                                      | Pas de Nom                                       | Petitioner                                       |
| Père Polish Precedent 1986                       | Past Example 1976                                | Buckpasser                                       | Tom Fool                                         |
| Père Polish Precedent 1986                       | Past Example 1976                                | Buckpasser                                       | Busanda                                          |
| Père Polish Precedent 1986                       | Past Example 1976                                | Bold Example                                     | Bold Lad                                         |
| Père Polish Precedent 1986                       | Past Example 1976                                | Bold Example                                     | Lady Be Good                                     |
| Mère Cocotte 1983                                | Troy 1976                                        | Petingo                                          | Petition                                         |
| Mère Cocotte 1983                                | Troy 1976                                        | Petingo                                          | Alcazar                                          |
| Mère Cocotte 1983                                | Troy 1976                                        | La Milo                                          | Hornbeam                                         |
| Mère Cocotte 1983                                | Troy 1976                                        | La Milo                                          | Pin Prick                                        |
| Mère Cocotte 1983                                | Gay Milly 1977                                   | Mill Reef                                        | Never Bend                                       |
| Mère Cocotte 1983                                | Gay Milly 1977                                   | Mill Reef                                        | Milan Mill                                       |
| Mère Cocotte 1983                                | Gay Milly 1977                                   | Gaily                                            | Sir Gaylord                                      |
| Mère Cocotte 1983                                | Gay Milly 1977                                   | Gaily                                            | Spearfish (famille 11)                           |